# ろまんす五段活用
『ろまんす五段活用』（ろまんすごだんかつよう）は、藤田和子による日本の漫画作品。小学館「週刊少女コミック」1989年13号より連載された。単行本は同社フラワーコミックスから全4巻。

## あらすじ
市村麦子はごく普通の庶民出身の女の子。そんなある日突然お迎えがやってきて、大富豪・紫堂家の令嬢だといわれる。その紫堂家にひきとられた麦子だったが、育ての親とは離れ離れにされ、お嬢様としての生活は窮屈だった。そこで、そこのおじいさんと5年で500万円を作れたら家を出られる契約をする。ただし、返せない場合は紫堂家の男と結婚して家を継がなくてはならない……。

## 登場人物
- 市村麦子（紫堂すみれ子）
- 紫堂渉
- 紫堂彩人
- 紫堂由基
- 紫堂周平
- 宮原麻里
- 紫堂雄三郎

## 台湾ドラマ版
台湾で『公主小妹』のタイトルでドラマ化され2007年9月16日から現地で放送が開始された。日本ではBS日テレより『ろまんす五段活用』のタイトルで2008年5月1日から日本語字幕による放送が開始され、その後各地のローカル局でも地上波放送された。主演は呉尊 (ウーズン)、張韶涵 (アンジェラ・チャン)。以下は日本での放送とそれに関連するデータである。

### 日本での放送
- BS日テレ　2008年5月1日〜2008年9月11日
- メ〜テレ　2008年10月16日〜2009年3月5日
- 広島ホームテレビ　2008年11月5日〜2009年3月18日
- 朝日放送　2008年11月12日〜2009年4月8日
- テレビ神奈川　2008年11月27日〜2009年4月16日
- 静岡朝日テレビ　2009年2月6日〜2009年7月24日
- テレビ新潟　2009年3月31日〜2009年8月11日
- テレビ西日本　2009年4月7日〜2009年8月18日

### エピソード・サブタイトル
全20話
| 各話   | サブタイトル           | 初放送日      |
| ------ | ---------------------- | ------------- |
| 第1話  | 私は麦子よ             | 2008年5月1日  |
| 第2話  | 本当の居場所           | 2008年5月8日  |
| 第3話  | 血縁だけが家族じゃない | 2008年5月15日 |
| 第4話  | 仕組まれた婚約         | 2008年5月22日 |
| 第5話  | 近づく２人の距離       | 2008年5月29日 |
| 第6話  | 金より大切なもの       | 2008年6月5日  |
| 第7話  | 由基の目的             | 2008年6月12日 |
| 第8話  | 婚約解消               | 2008年6月19日 |
| 第9話  | 第2の後継者            | 2008年6月26日 |
| 第10話 | 気づいた本当の気持ち   | 2008年7月3日  |
| 第11話 | 未来へのカギ           | 2008年7月10日 |
| 第12話 | 本物のすみれ子 現る    | 2008年7月17日 |
| 第13話 | 恋のライバル出現!?     | 2008年7月24日 |
| 第14話 | ニセすみれ子の企み     | 2008年7月31日 |
| 第15話 | 恋の死闘               | 2008年8月7日  |
| 第16話 | もう1つのろまんす      | 2008年8月14日 |
| 第17話 | 紫堂家 追放            | 2008年8月21日 |
| 第18話 | どんなにつらくても     | 2008年8月28日 |
| 第19話 | 守りたいもの           | 2008年9月4日  |
| 第20話 | 夢をのせて             | 2008年9月11日 |

### キャスト
| 役名                                        | 俳優名                              |
| ------------------------------------------- | ----------------------------------- |
| 紫堂由基 （南風瑾）                         | 呉尊 （ウーズン、飛輪海）           |
| 市村麦子（紫堂すみれ子） （麥秋穗(皇甫珊)） | 張韶涵 （アンジェラ・チャン）       |
| 紫堂彩人 （南風彩）                         | 辰亦儒 （チェン・イールー、飛輪海） |
| 紫堂雄三郎 （皇甫雄）                       | 顧寶明 （クー・パオミン）           |
| 紫堂周平 （南風璘）                         | 唐禹哲 （ジョージ・フー）           |
| 紫堂渉 （南風影）                           | 利昂霖 （エリック・リー）           |
| 森川 （伊森川總管）                         | 夏靖庭 （シャー・ジンティン）       |
| 宮原麻里 （宮茉莉）                         | 卓文萱 （ジニー・チュオ）           |
| 麦子父 （麥聰光）                           | 卜學亮 （プー・シュエリャン）       |
| 麦子母 （麥戈卡哇）                         | 黃嘉千 （ホァン・ジアチェン）       |

### スタッフ
- 監督 - 林合隆（リン・ハーロン）

### 主題歌
オープニングテーマ
- 『新しい巣/新窩』

歌 - 飛輪海　S.H.E
エンディングテーマ（BS日テレのみ）
- 『Stay with you』1〜14話

歌 - 飛輪海
- 『Treasure』15〜20話

歌 - 飛輪海
エンディングテーマ
- 『不想懂得』

歌 - 張韶涵（アンジェラ・チャン）

### 挿入歌
- 『我戀愛了』
- 『能不能勇敢說愛』
- 『樂園』
- 『Over the Rainbow』

全曲とも歌 - 張韶涵（アンジェラ・チャン）

### DVD
- 「ろまんす五段活用〜公主小妹〜 DVD-BOX」（2009年1月21日）

販売元 : ポニーキャニオン
| BS日テレ 木曜9時枠の連続ドラマ             | BS日テレ 木曜9時枠の連続ドラマ              | BS日テレ 木曜9時枠の連続ドラマ                       |
| 前番組                                     | 番組名                                      | 次番組                                               |
| ------------------------------------------ | ------------------------------------------- | ---------------------------------------------------- |
| 美味関係 （2007年9月13日 - 2008年4月24日） | ろまんす五段活用 （2008年5月1日 - 9月11日） | 花ざかりの君たちへ （2008年9月18日 - 2009年2月12日） |